# Senny Mayulu
Senny Mayulu (Le Blanc-Mesnil, 17 de maio de 2006) é um futebolista francês que atua como meia-atacante. Atualmente, joga pelo Paris Saint-Germain.

## Carreira
Após defender Saint-Denis US e AF Épinay-sur-Seine, Mayulu chegou ao Paris Saint-Germain em 2020 e assinou seu primeiro contrato ainda como jogador da base em junho do ano seguinte. Em outubro de 2023, marcou o gol que deu a vitória por 1 a 0 sobre o Milan pela Liga Jovem da UEFA que foi classificado pelo jornal Le Parisien como "soberbo", e em novembro, foi convocado pelo técnico Luis Enrique para seu primeiro treino com o time principal do PSG. 1 mês depois, o L'Équipe descreveu Mayulu como um dos atletas mais promissores da base do clube.
Sua estreia como profissional foi na vitória por 9 a 0 sobre o US Revel, pela fase 32-avos de final da Copa da França, em janeiro de 2024, e 5 dias depois, o PSG anunciou que Mayulu passaria a integrar o time principal como parte do "grupo de elite", juntamente com Ethan Mbappé (irmão de Kylian Mbappé) e Warren Zaïre-Emery., marcando seu primeiro gol nas oitavas-de-final da mesma competição, quando o PSG venceu o Orléans por 4 a 1. A estreia do meia-atacante no Campeonato Francês foi em março, entrando como substituto na vitória por 6 a 2 sobre o Montpellier, e ele atuaria pela primeira vez como titular no jogo contra o Clermont, em abril, chegando a marcar um gol que, no entanto, foi anulado, Em maio, assinou o primeiro contrato profissional com o PSG, válido até 2027.
Mayulu marcou seu primeiro gol na Ligue 1 em outubro de 2024, na vitória por 4 a 2 sobre o Strasbourg, e 4 meses depois, balançaria as redes pela primeira vez na Liga dos Campeões da UEFA, que fechou o placar de 7 a 0 a favor dos parisienses no segundo jogo dos playoffs da fase eliminatória frente ao Brest.
No dia 31 de maio de 2025, Mayulu marcou seu terceiro gol pelo Paris Saint-Germain e o segundo na Liga dos Campeões na Final da Liga dos Campeões da UEFA de 2024–25 diante da Inter de Milão,onde o jogador fez o quinto gol da partida vencida por 5 a 0, se sagrando campeão europeu.

## Carreira internacional
Desde 2023, Mayulu representa as seleções de base da França, jogando 5 partidas pelo time Sub-18 em 2023 e 10 pela equipe Sub-19 em 2024 (2 gols marcados), mesmo ano em que passou a defender o time Sub-21 dos Bleus.

## Vida pessoal
Com origens na República Democrática do Congo, o meia-atacante é irmão de Fally Mayulu, que também segue carreira futebolística.

## Títulos
Paris Saint-Germain
- Campeonato Francês: 2023–24[16], 2024–25[17]
- Copa da França: 2023–24[18], 2024–25[19]
- Supercopa da França: 2024[20]
- Liga dos Campeões da UEFA: 2024–25[21]

### Individuais
- Titi d'Or: 2023[22]